# Тестування як метод опитування
Тестування — метод дослідження, який дуже часто застосовується в психолого-педагогічних дослідженнях. За допомогою тестів порівнюються рівні оволодіння будь-якими видами діяльності.

## Загальні відомості
Навчальної діяльності: тести дозволяють визначити більш особисті характеристики суб'єктів спілкування в системі освіти, виявити наявність певних знань, умінь і навичок, здібностей чи інших психологічних характеристик — інтересів, мотивації, емоційних реакцій тощо.
Перевагою тестування є те, що при використанні цього методу стає можливим одержання зіставлених даних у великій кількості досліджуваних.
Складність використання тестів полягає в тому, що не завжди можливо виявити, як і за рахунок чого був досягнутий отриманий у
процесі тестування результат.

## Особливості
Для тестування як методу наукового дослідження характерні особливості:
- відносна простота процедури й необхідного обладнання;
- безпосередня фіксація результатів;
- можливість використання як індивідуально, так і для цілих груп;
- зручність математичної обробки;
- короткочасність;
- наявність установлених стандартів (норм).

## Види тестів
| тести успішності навчальних досягнень; |
| тести здібностей;                      |
| тести особистісні.                     |

## Етапи процесу тестування
1. вибір тесту — визначається метою тестування і ступенем достовірності та надійності тесту;
2. проведення тестування — визначається інструкцією до тесту;
3. інтерпретація результатів — визначається системою теоретичних припущень відносно предмета тестування.